# 懿粛貴妃
懿粛貴妃（いしゅくきひ、? - 1117年）は、北宋の徽宗の貴妃。姓は王氏。なお、徽宗には他にも王姓の貴妃がおり、大王貴妃・小王貴妃と呼んで区別されるが、『宋史』ではこの3人が混同されている。

## 生涯
出身については記録がない。崇寧3年（1104年）9月、平昌郡君の位を授けられた。その後、才人、美人、婕妤となり、嬪に進み、貴妃にいたった。政和7年（1117年）9月に死去し、「懿粛」と諡された。

## 子女
- 恵淑帝姫
- 康淑帝姫
- 趙植（莘王）
- 柔福帝姫
- 賢福帝姫
- 趙機（陳国公）

## 伝記資料
- 『宋史』
- 『宋会要輯稿』